# Минни Маус
Ми́нни Ма́ус (англ. Minnie Mouse) — антропоморфная мышка, мультипликационный персонаж, созданный в 1928 году Уолтом Диснеем. Полное имя героини — Минерва Маус (англ. Minerva Mouse), однако оно редко используется в мультфильмах. Минни изображается возлюбленной Микки Мауса, а также лучшей подругой Дейзи Дак и Кларабель Кау.
Первое появление Минни состоялось в короткометражном мультфильме Уолта Диснея «Безумный самолёт», вышедшем в 1928 году. Первые мультфильмы были немые, в дальнейшем мышку последовательно озвучивали такие актрисы, как Марселит Гарнер, Рут Клиффорд (1946—1952), Расси Тейлор (1986—2019) и Кейтлин Роброк, озвучивающая Минни и по сей день.
22 января 2018 года Минни Маус удостоилась звезды на Голливудской «Аллее славы» с формулировкой «За свои роли в мультфильмах, и за выдающееся влияние на моду с дебютного появления на экранах, в честь 90-й годовщины». Также на городской площади «Сказочного королевства» находится статуя Роя Оливера Диснея, сидящего на скамейке рядом с Минни Маус. С 2024 года образ Минни Маус является общественным достоянием (однако это касается только ранних версий в первых мультфильмах Диснея).

## Описание персонажа

### Характер
Минни — мышка с чутким, склонным к романтизму характером. Она умна, находчива, наделена отзывчивостью и храбрым сердцем. Способность видеть красоту и гармонию там, где не видят остальные, частенько выручает её из нелепых ситуаций. Её добротой пользуются другие персонажи, но героиня не обижается. Она хочет помочь всем и каждому, стойко решая проблемы как друзей, так и врагов и не боится пожертвовать собою, спасая других. Микки ценит свою возлюбленную за упорство и нежность, за ранимость и чуткость. Героиня олицетворяет собой самые лучшие из человеческих качеств, она приносит счастье всем, кто её окружает.
Тем не менее, хитрости ей тоже не занимать. Несмотря на то, что со всеми невзгодами мышка может прекрасно справиться сама, она предоставляет своему возлюбленному Микки возможность отличиться и ставит его в ситуации, где ему необходимо продемонстрировать свои сильные стороны.
Сочетание женственности и житейской мудрости делает образ Минни примером для подражания юным зрительницам.
В некоторых мультфильмах и эпизодах «Клуба Микки Мауса» у Минни появляется питомец — котёнок по имени Фигаро, впервые появившийся в мультфильме «Пиноккио».

### Внешний вид
Минни — симпатичная и очень привлекательная мышка. Очарования ей добавляет милый голос. Красоту и женственность героини подчёркивают её наряды — пышные юбочки, кружевные панталоны, туфли на каблучках.
Образ Минни должен был отражать культуру флэпперов и модные веяния молодёжной культуры своего времени, в частности, любовь к красному цвету. Также предполагалось, что она должна появляться в синем и зелёном нарядах. В ранних чёрно-белых мультфильмах Айверкса у неё большая прямоугольная заплатка на белье над хвостом.
В 1940-х годах наряд Минни был пересмотрен: её глаза стали более отчетливыми, маленькую шляпку с торчащим цветочком на голове заменил прикреплённый между ушей цветочек, а затем бантик, ставший характерной чертой образа. На туфлях у мышки также появились небольшие бантики.
Другой неотъемлемый атрибут Минни — узор в белый горошек на её одежде и аксессуарах.
В повседневной жизни Минни всегда носит розовое платье, подпоясанное лиловым поясом, и тёмно-розовый бант, украшенные узором в белый горошек, а также розовые туфли, украшенные светло-розовыми цветочками.
Под платьем Минни всегда носит красный купальник бикини, состоящий из лифчика, трусиков и юбочки, и украшенный узором в белый горошек. Мышка использует его одновременно в качестве нижнего белья и одежды для купания. Поэтому, готовясь к отдыху в постели или у воды (например, на пляже), Минни останется только снять с себя платье и остаться в одном купальнике. Например, оказавшись на пляжном побережье курортного острова Бали в рамках летнего пляжного отдыха в Голландской Индонезии, Минни просто сняла с себя платье, раздевшись до купальника бикини, и тут же отправилась купаться и веселиться в песке. Случались и проблемы: в 2023 году Токийский Диснейленд принёс извинения посетителям за то, что северный олень поднял юбку Минни Маус на рождественском параде в тематическом парке префектуры Тиба, жест осуждался в соцсетях как сексуальное домогательство.
Минни Маус «одевали» такие модельеры, как Александр Маккуин и Анна Сюи. В 2012 году в рамках благотворительной программы лондонской недели моды наряды для Минни создали Жиль Дикон (Giles Deacon), Ричард Николл (Richard Nicoll) и Микаэл ван дер Хам (Michael van der Ham). В том же году Минни появилась в анимационном ролике для универмага Barneys: она оказалась в модном Париже, где встретилась с такими топ-моделями, как Наоми Кэмпбелл и Линда Евангелиста и вышла на подиум, чтобы продемонстрировать коллекцию дома моды «Ланвен». Этот ролик критиковался за чересчур худой облик Минни. В следующем, 2013 году, в честь 20-летия парижского «Диснейленда» глава дома «Ланвен» Альбер Эльбаз создал новый наряд для Минни.
Десятилетие спустя, 25 января 2022 года парижский «Диснейленд» в своем Twitter-аккаунте сообщил о том, что 6 марта, в честь Международного женского дня и 30-летия парка, Минни Маус предстанет в новом образе, разработанном британским дизайнером Стеллой Маккартни. В знак поддержки движения за равноправие женщин модельер сменила традиционное платье Минни на деловой брючный костюм синего цвета в тёмный горошек — при этом, однако, сохранив ей в качестве неизменного атрибута бантик. Общественная реакция была неоднозначной: одни поклонники приветствовали ребрендинг, другие пришли в отчаяние из-за отказа от классического платья. Обозреватель Кэндис Оуэнс в интервью Fox News раскритиковала новый дизайн как стремление сделать Минни Маус мужеподобной, обвинив причастных к этому в попытке разрушить американское общество. Ведущий телеканала в ответ сравнил одежду персонажа с увлечением Хиллари Клинтон брючными костюмами.

## История

### Первое появление
В 1928 году Уолт Дисней и Аб Айверкс создали Микки Мауса в качестве замены Кролику Освальду. Среди немногих черт характера Освальда было его стремление к любви. Таким образом, чтобы подражать своему предшественнику во флирте, Микки Маус не мог действовать один, ему требовалась возлюбленная — ею и стала Минни Маус.
Впервые Минни Маус появилась в немом мультфильме «Безумный самолёт» (1928). По сюжету, Микки пригласил Минни присоединиться к его первому полёту на самолёте. Она приняла приглашение, но отказала Микки, когда тот предложил ей поцелуй в середине полёта. В этом мультфильме Минни Маус показана как смелая и воспитанная мышка с твёрдым характером, устойчивым к проявлениям чувств влюблённого в неё персонажа.

### 1928—1929
Следующим мультфильмом, в котором участвовали Микки и Минни, стал «Галопом на страусе» (The Gallopin' Gaucho), действие которого происходит в «аргентинских пампасах». Микки в образе гаучо встречает Минни в баре «Cantina Argentina», где она исполняет танго. Они вместе танцуют и Микки флиртует с Минни, после чего её похищает находящийся в розыске Пит. Микки Маус храбро освобождает Минни от злодея. Все три персонажа изображались так, будто они встретились в мультфильме в первый раз.
Третьим мультфильмом с Микки и Минни Маус стал «Пароходик Вилли», где Пит был капитаном парохода, Микки — экипажем, а Минни — пассажиром. Две антропоморфные мышки стали первыми звёздами звуковых мультфильмов. Большую часть мультфильма они исполняли музыку, мелодия которой напоминала «Turkey in the Straw».
Следующим мультфильмом, в котором участвовала Минни, стал «Глупости Микки» (Mickey’s Foolies). В этом мультфильме впервые появилась мелодия Minnie’s Yoo Hoo, которая впоследствии стала музыкальной темой для многих мультфильмов с участием Микки Мауса.
Последним мультфильмом с участием Микки Мауса, вышедшем в 1929 году, был «Бурные волны» (Wild Waves). После «Галопом на страусе» это был второй мультфильм, в котором Микки спасал попавшую в опасность Минни. По сюжету сильные волны затащили Минни в море. Она паниковала, и, кажется, начала тонуть. Микки спас её из воды и, пытаясь развеселить, начал напевать мотив морской баллады Rocked in the Cradle of the Deep, после чего Минни Маус оправилась от потрясения и к ней вернулось хорошее настроение.

### 1930-е — 1950-е
Начиная со второй половины 1930-х годов из-за роста популярности новых друзей Микки Гуфи и Дональда Дака количество появлений Минни в короткометражных мультфильмах с Микки Маусом сильно уменьшилось, тем не менее, в 1940-х и в начале 1950-х годов появилось несколько мультфильмов с её участием. Так, она несколько раз появилась в качестве главного персонажа в мультфильмах о Плуто и котёнке Фигаро.

### 1980-е и позднее

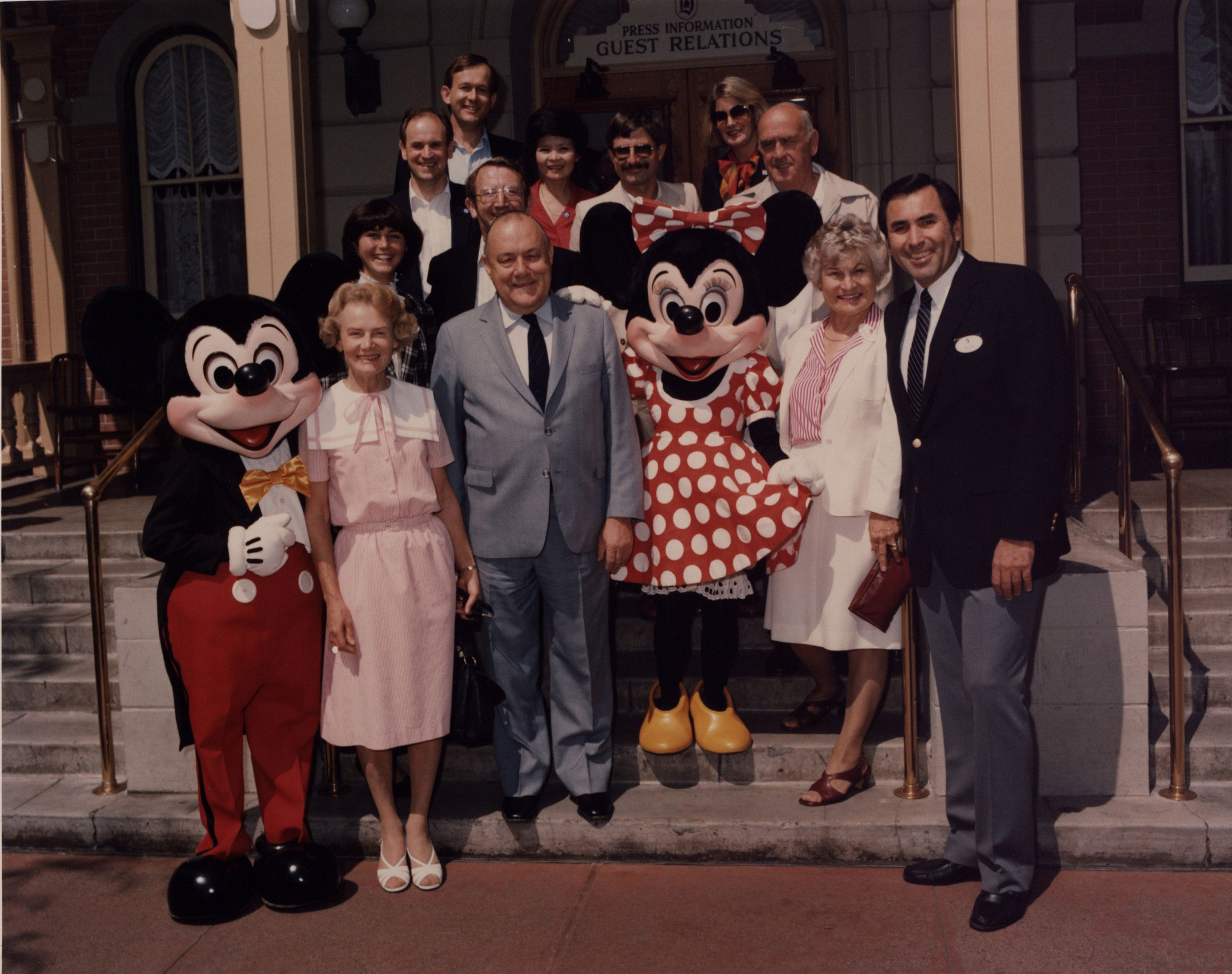
Микки Маус и Минни Маус встречают делегацию в «Диснейленде», середина 1980-х годов

Своеобразное возвращение Минни Маус на экран произошло в 1983 году, когда она сыграла роль Эмили Крэтчит в мультфильме «Рождественская история Микки». В 1988 году она появилась в эпизоде фильма «Кто подставил кролика Роджера».
В 2004 году вышел мультфильм «Три мушкетёра: Микки, Дональд, Гуфи», в котором участвовала Минни Маус. Она сыграла принцессу Франции, возлюбленным которой являлся мушкетёр, Микки Маус. Интересно то, что в этом мультфильме Минни представлена с чёлкой, которой нет в более поздних фильмах Disney.
В настоящее время Минни появляется в каждом эпизоде мультсериала «Клуб Микки Мауса».

## Минни Маус в массовой культуре

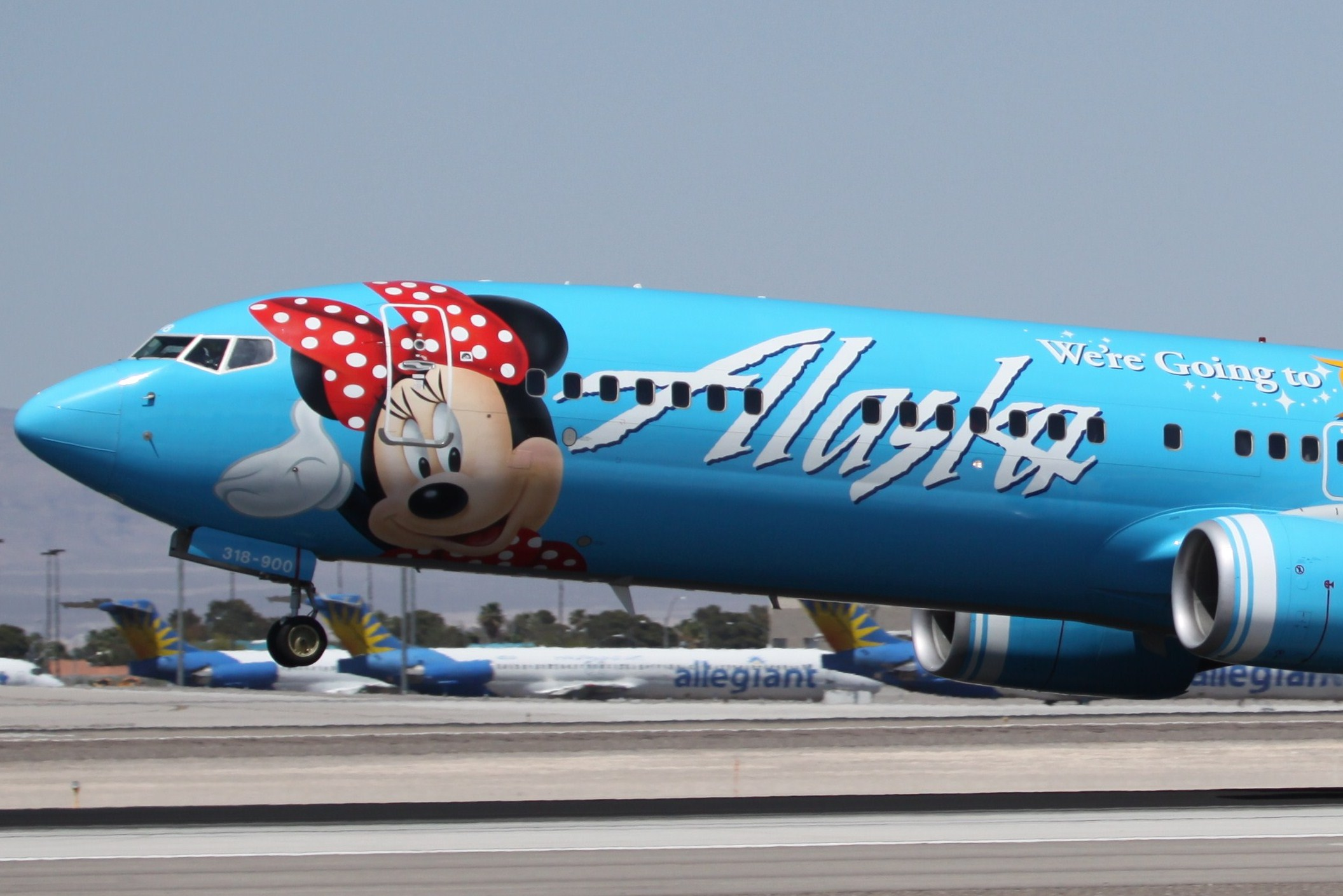
Самолёт Alaska Airlines в аэропорту Лас-Вегаса

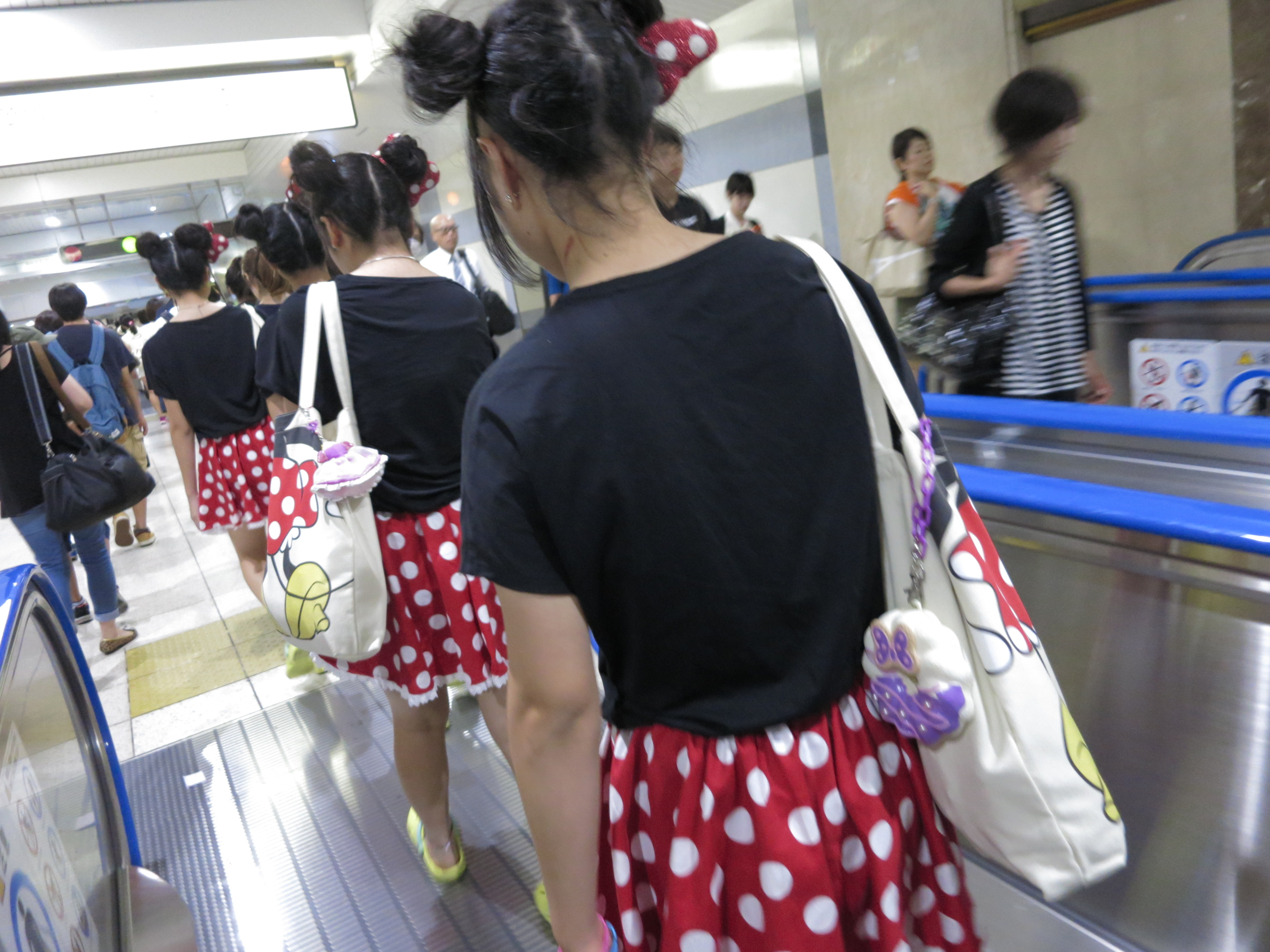
Девушки, одетые в стиле Минни (Токио, Япония)

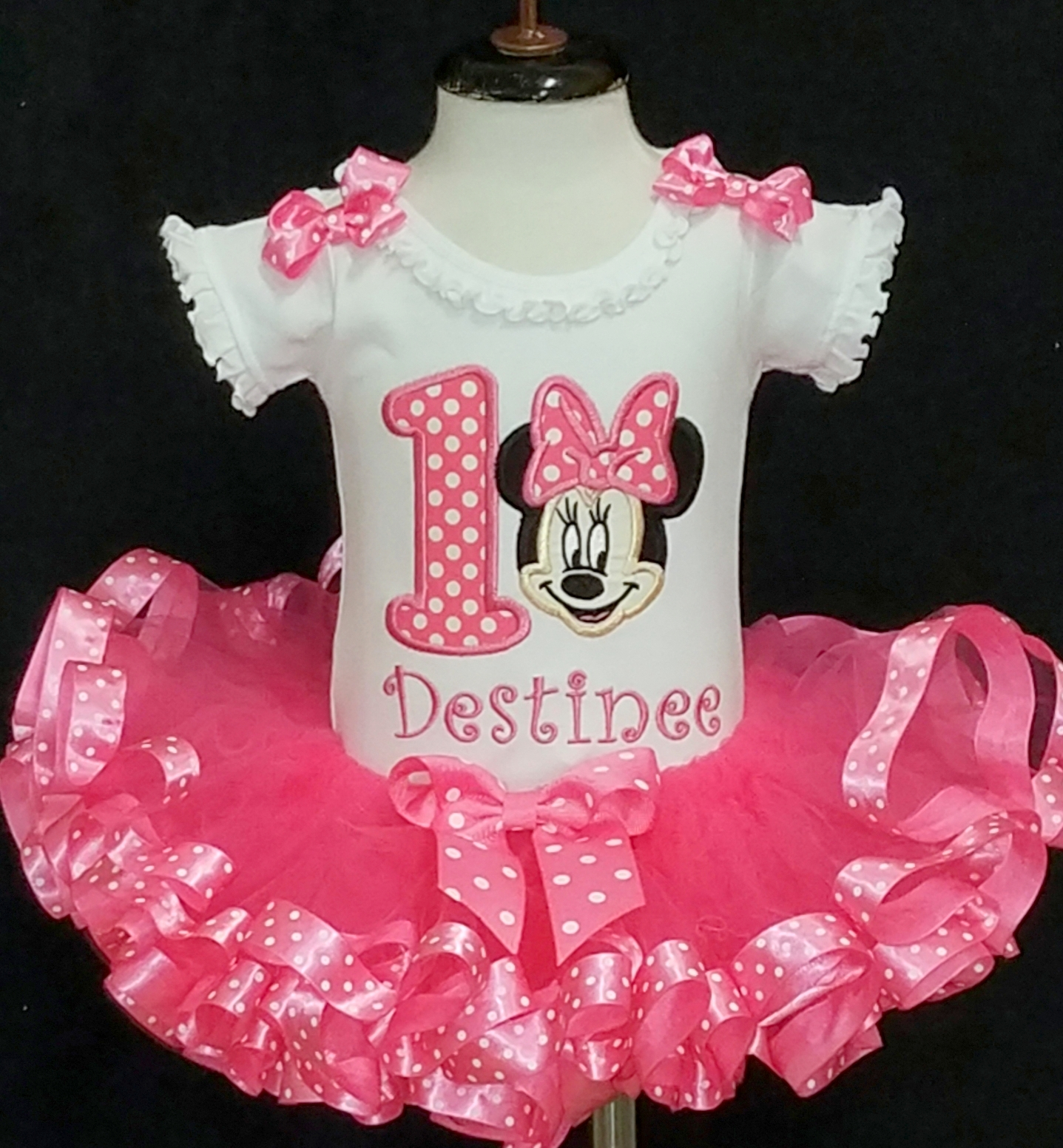
Детская одежда в стиле Минни Маус

Образ Минни Маус используется для украшения самой разнообразной массовой продукции как для детей, так и для взрослых. Его можно увидеть в рекламе, игрушках, на канцелярских товарах, упаковках готовой еды (в первую очередь, кондитерской продукции), одежде, обуви и различных аксессуарах, всевозможных товарах для дома — и вплоть до рубашек авиалайнеров.
Разнообразная продукции с Минни Маус выпускается брендом Disney, образ также используется по франшизе другими компаниями — от более дорогих, как итальянский модный дом Moschino до бюджетных, как шведский ритейлер H&M. Кроме того, огромное количество товаров выпускается различными фирмами (в первую очередь китайскими) без лицензии, с нарушением авторских прав.
Наравне с Микки Маусом, образ Минни часто используется для косплея, праздников, шествий и маскарадов. В виде Минни выпекаются печенья и кексы, изготавливаются торты, шоколадные конфеты и прочие сласти.
Образ настолько популярен и узнаваем, что часто достаточно лишь намёка — круглых ушек с бантиком посередине, простой комбинации чёрного и красного (реже розового и голубого) в белый горошек цветов — чтобы стало понятно, о каком персонаже идёт речь.

## Короткометражные мультфильмы с участием Минни Маус

### 1920-е годы
| Русскоязычное название | Оригинальное название | Режиссёр        | Дата выпуска         |
| ---------------------- | --------------------- | --------------- | -------------------- |
| «Безумный самолет»     | Plane Crazy           | Уолт Дисней     | 15 мая 1928 года     |
| «Галопом на страусе»   | The Gallopin' Gaucho  | Уолт Дисней     | 2 августа 1928 года  |
| «Пароходик Вилли»      | Steamboat Willie      | Уолт Дисней     | 2 августа 1928 года  |
| «Сельские танцы»       | The Barn Dance        | Уолт Дисней     | 14 марта 1929 года   |
| «В гостях у кота»      | When the Cat’s Away   | Уолт Дисней     | 11 марта 1929 года   |
| «Деревенский парень»   | The Plow Boy          | Уолт Дисней     | 9 мая 1929 года      |
| «Продавец с ярмарки»   | The Karnival Kid      | Уолт Дисней     | 23 мая 1929 года     |
| «Паровоз Микки»        | Mickey’s Choo-Choo    | Уолт Дисней     | 20 июня 1929 года    |
| «Глупости Микки»       | Mickey’s Follies      | Уилфред Джексон | 26 июня 1929 года    |
| «Бурные волны»         | Wild Waves            | Берт Джиллетт   | 15 августа 1929 года |

### 1930-е годы
| Русскоязычное название       | Оригинальное название   | Режиссёр        | Дата выпуска          |
| ---------------------------- | ----------------------- | --------------- | --------------------- |
| Кактус Кид                   | The Cactus Kid          | Уолт Дисней     | 15 мая 1930 года      |
| Бойцы с огнём                | The Fire Fighters       | Берт Джиллетт   | 25 июня 1930 года     |
| Шумная вечеринка             | The Shindig             | Берт Джиллетт   | 29 июля 1930 года     |
| Тайна гориллы                | The Gorilla Mystery     | Берт Джиллетт   | 10 октября 1930 года  |
| Пикник                       | The Picnic              | Берт Джиллетт   | 23 октября 1930 года  |
| Дни первопроходцев           | Pioneer Days            | Берт Джиллетт   | 5 декабря 1930 года   |
| Вечеринка на день рождения   | The Birthday Party      | Берт Джиллетт   | 7 января 1931 года    |
| Дорожные неприятности        | Traffic Troubles        | Берт Джиллетт   | 17 марта 1931 года    |
| Посыльный                    | The Delivery Boy        | Берт Джиллетт   | 13 июня 1931 года     |
| Микки выступает вперёд       | Mickey Steps Out        | Берт Джиллетт   | 7 июля 1931 года      |
| Грустный ритм                | Blue Rhythm             | Берт Джиллетт   | 18 августа 1931 года  |
| Дворовое радио               | The Barnyard Broadcast  | Уолт Дисней     | 10 октября 1931 года  |
| Вечеринка на пляже           | The Beach Party         | Берт Джиллетт   | 5 ноября 1931 года    |
| Микки валяет дурака          | Mickey Cuts Up          | Берт Джиллетт   | 30 ноября 1931 года   |
| Микки Маус и сироты          | Mickey’s Orphans        | Берт Джиллетт   | 9 декабря 1931 года   |
| Продавец                     | The Grocery Boy         | Уилфред Джексон | 11 февраля 1932 года  |
| Дворовая олимпиада           | Barnyard Olympics       | Уилфред Джексон | 13 апреля 1932 года   |
| Ревю Микки                   | Mickey’s Revue          | Уилфред Джексон | 12 мая 1932 года      |
| Музыкальный фермер           | Musical Farmer          | Уилфред Джексон | 9 июня 1932 года      |
| Микки в Аравии               | Mickey in Arabia        | Уилфред Джексон | 18 июля 1932 года     |
| Ночной кошмар Микки          | Mickey’s Nightmare      | Берт Джиллетт   | 13 августа 1932 года  |
| Шумная вечеринка             | The Whoopee Party       | Уилфред Джексон | 17 сентября 1932 года |
| Тачдаун Микки                | Touchdown Mickey        | Уилфред Джексон | 15 октября 1932 года  |
| Парень с Клондайка           | The Klondike Kid        | Уилфред Джексон | 12 ноября 1932 года   |
| Микки Маус на стройке        | Building a Building     | Дэвид Хэнд      | 7 января 1933 года    |
| Плуто, друг Микки            | Mickey’s Pal Pluto      | Берт Джиллетт   | 18 февраля 1933 года  |
| Мелодрама Микки              | Mickey’s Mellerdrammer  | Уилфред Джексон | 18 марта 1933 года    |
| Старые деньки                | Ye Olden Days           | Берт Джиллетт   | 8 апреля 1933 года    |
| Почтальон-пилот              | The Mail Pilot          | Дэвид Хэнд      | 13 июня 1933 года     |
| Механический человечек Микки | Mickey’s Mechanical Man | Уилфред Джексон | 17 июня 1933 года     |
| Премьера Микки               | Mickey’s Gala Premier   | Берт Джиллетт   | 1 июля 1933 года      |
| Щенячья любовь               | Puppy Love              | Уилфред Джексон | 2 сентября 1933 года  |
| Скачки с препятствиями       | The Steeplechase        | Берт Джиллетт   | 30 сентября 1933 года |
| Магазин домашних животных    | The Pet Store           | Уилфред Джексон | 28 октября 1933 года  |
| В трудном положении          | Shanghaied              | Берт Джиллетт   | 13 января 1934 года   |
| На природе                   | Camping Out             | Дэвид Хэнд      | 17 февраля 1934 года  |
| Паровой каток Микки          | Mickey’s Steamroller    | Дэвид Хэнд      | 16 июня 1934 года     |
| Микки с двумя пистолетами    | Two-Gun Mickey          | Бен Шарпстин    | 15 декабря 1934 года  |
| На льду                      | On Ice                  | Бен Шарпстин    | 28 сентября 1935 года |
| Соперник Микки               | Mickey’s Rival          | Уилфред Джексон | 20 июня 1936 года     |
| Отдых на Гавайях             | Hawaiian Holiday        | Бен Шарпстин    | 24 сентября 1937 года |
| Как построить корабль        | Boat Builders           | Бен Шарпстин    | 25 февраля 1938 года  |
| Храбрый портняжка            | Brave Little Tailor     | Билл Робертс    | 23 сентября 1938 года |
|                              | Mickey’s Surprise Party |                 | 18 февраля 1939 года  |

### 1940-е годы
| Русскоязычное название              | Оригинальное название   | Режиссёр      | Дата выпуска          |
| ----------------------------------- | ----------------------- | ------------- | --------------------- |
| «Маленький вихрь»                   | The Little Whirlwind    | Райли Томсон  | 14 февраля 1941 года  |
|                                     | The Nifty Nineties      | Райли Томсон  | 20 июня 1941 года     |
| «День рождения Микки Мауса»         | Mickey’s Birthday Party | Райли Томсон  | 7 февраля 1942 года   |
| «Первая помощь»                     | First Aiders            | Чарльз Николс | 22 сентября 1944 года |
| «Банный день»                       | Bath Day                | Чарльз Николс | 11 октября 1946 года  |
|                                     | Figaro and Frankie      | Чарльз Николс | 30 мая 1947 года      |
| «Микки Маус опаздывает на свидание» | Mickey’s Delayed Date   | Чарльз Николс | 3 октября 1947 года   |
| «Свитер для Плуто»                  | Pluto’s Sweater         | Чарльз Николс | 29 апреля 1949 года   |

### 1950-е годы
| Русскоязычное название  | Оригинальное название  | Режиссёр      | Дата выпуска         |
| ----------------------- | ---------------------- | ------------- | -------------------- |
| «Плуто и суслик»        | Pluto and the Gopher   | Чарльз Николс | 10 февраля 1950 года |
|                         | Crazy Over Daisy       | Джек Ханна    | 25 марта 1950 года   |
| «Новогодняя ёлка Плуто» | Pluto’s Christmas Tree | Джек Ханна    | 21 ноября 1952 года  |

### 1990-е годы
| Русскоязычное название | Оригинальное название | Режиссёр   | Дата выпуска         |
| ---------------------- | --------------------- | ---------- | -------------------- |
| «Сойти с ума»          | Runaway Brain         | Крис Бэйли | 11 августа 1995 года |